# C19orf54
C19orf54 (англ. Chromosome 19 open reading frame 54) – білок, який кодується однойменним геном, розташованим у людей на довгому плечі 19-ї хромосоми. Довжина поліпептидного ланцюга білка становить 351 амінокислот, а молекулярна маса — 37 779.
| 10         |  | 20         |  | 30         |  | 40         |  | 50         |
| ---------- |  | ---------- |  | ---------- |  | ---------- |  | ---------- |
| MTSPCSPPLK |  | PPISPPKTPV |  | PQASSIPSPP |  | LPPSPLDFSA |  | LPSPPWSQQT |
| PVPPPLPLPP |  | PPAATGPAPR |  | HVFGLEKSQL |  | LKEAFDKAGP |  | VPKGREDVKR |
| LLKLHKDRFR |  | GDLRWILFCA |  | DLPSLIQEGP |  | QCGLVALWMA |  | GTLLSPPSGV |
| PLERLIRVAT |  | ERGYTAQGEM |  | FSVADMGRLA |  | QEVLGCQAKL |  | LSGGLGGPNR |
| DLVLQHLVTG |  | HPLLIPYDED |  | FNHEPCQRKG |  | HKAHWAVSAG |  | VLLGVRAVPS |
| LGYTEDPELP |  | GLFHPVLGTP |  | CQPPSLPEEG |  | SPGAVYLLSK |  | QGKSWHYQLW |
| DYDQVRESNL |  | QLTDFSPSRA |  | TDGRVYVVPV |  | GGVRAGLCGQ |  | ALLLTPQDCS |
| H          |  |            |  |            |  |            |  |            |

A: Аланін

C: Цистеїн

D: Аспарагінова кислота

E: Глутамінова кислота

F: Фенілаланін

G: Гліцин

H: Гістидин

I: Ізолейцин

K: Лізин

L: Лейцин

M: Метіонін

N: Аспарагін

P: Пролін

Q: Глутамін

R: Аргінін

S: Серин

T: Треонін

V: Валін

W: Триптофан

Кодований геном білок за функцією належить до фосфопротеїнів. 
Задіяний у такому біологічному процесі, як альтернативний сплайсинг. 